# Orlando Julius
Orlando Julius Aremu Olusanya Ekemode o semplicemente Orlando Julius (a volte anche Orlando Julius Ekemode) (Ikole, 1943 – Lagos, 15 aprile 2022) è stato un cantante, sassofonista e compositore nigeriano, considerato un precursore del genere musicale dell'afrobeat e tra i più influenti artisti africani del XX secolo.
Nella sua attività musicale è stato l'iniziatore della fusione tra i ritmi africani e la musica americana r'n'b e soul; è stato tra le maggiori influenze musicali di Fela Kuti

## Discografia parziale

### Album
- 1966: Super Afro Soul (Polydor, PLP 003 R; pubblicato come Orlando Julius & His Modern Aces)

### Singoli
- 1962: Efoyeso/Jagua Nana (Philips-West African-Records, PF 383 319; pubblicato come Orlando Julius & His Modern Aces)
- 1970: James Brown Ride On/Psychedelic Afro Shop (Polydor, 2227 006; pubblicato come Orlando Julius & His Modern Aces)